# N'Gangue M'voumbe Niambi
N'Gangue M'voumbe Niambi était le roi de Loango, à la fin de la seconde moitié du XVIIe siècle. 

## Biographie
Il a énormément profité du commerce des esclaves avec le Portugal, qui venait tout juste de l'instaurer. Olfert Dapper rapporte que Niambi possédait plusieurs armes à feu, bien qu'il ne savait pas comment les manier.
Le peuple devait se prosterner devant le monarque car, nul ne peut le regarder lorsqu’il buvait ou mangeait.
L’histoire du Musée Mâ Loango de Diosso est intimement liée à celle du royaume qui porte son nom et à ce souverain. Sa genèse remonte au XVIIe siècle, lorsque la population de Diosso bâtit, en bois sculpté, le premier palais royal où vécut N'gangue M’Voumbe Niambi, souverain de l’époque. Le palais servit également de résidence pour les autres rois qui lui succédèrent au fil du temps.